# كيوبك آي دي إي
كيوبك آي دي إي هو بيئة تطوير متكاملة و محرر نصوص مخصص للعمل على أنظمة أميغا أو أس و مورف أو أس، وهو موجه بالأخص للمطورين والمبرمجين اللذين يقومون بكتابة نصوص الشيفرات المصدرية لبرامج الحاسوب حيث يقوم المحرر بمساندة المطور أثناء عملية تطوير البرمجيات من خلال مراحل المشروع المختلفة بدءاً من عملية تحرير نصوص الشيفرة المصدرية، مروراً بترجمة النص المصدري إلى لغة الآلة وتحرير برمجية التثبيت وصولاً إلى كتابة توثيقات البرنامج وتنصيب موقع الكتروني له.

## المكونات الرئيسية للنظام
يتكون كيوبك آي دي إي من عدة برمجيات رئيسية تشكل في نهاية المطاف ما يعرف ببيئة التطوير المتكاملة ويمكن سرد هذه المكونات على النحو التالي:
1. غولد إد (GoldED): ويشكل هذا المكون ما يعرف بجزئية محرر النصوص واللذي من خلاله يستطيع المستخدمون القيام بمعالجة وتحرير نصوص الشيفرات المصدرية.
2. مترجمات مجانية للغات سي و سي++ بالإضافة إلى دروس تعليمية للغة سي وعناصر مساعدة في عملية دمج البرمجيات التي يكتبها المستخدمون مع بعض المنتجات التجارية.
3. دمج مفسر لغة ليزب مع البيئة التطويرية لتوفير الدعم لعملية التحزيم وتشكيل حزم التنصيب.

## مزايا ووظائف محرر النصوص

لقطة شاشة للمحرر المدمج مع بيئة كيوبك آي دي إي تظهر نمط التحرير لنصوص شيفرات سي وسي++ بالاضافة إلى الكتاب المجاني المدمج مع البرمجية لتعليم لغة سي

أحد أهم مكونات البيئة التطويرية المدمجة في النظام هي محرر النصوص واللذي تم اختيار اسم غولد إد "GoldED" له، وهو محرر نصوص متكامل العناصر ويوفر للمطورين بيئة التحرير المناسبة لهذا الغرض وتشمل وظائفه ما يلي:
- القدرة اللانهائية على استرجاع واستلحاق حالة التحرير (Unlimited undo and redo).
- دعم تمييز (أو تعليم) الصيغة وتوفير القدرة على تخصيص وتعديل هذه الوظيفة من قبل المستخدمين.
- دعم قوالب التحرير (templates).
- القدرة على عملية طي النصوص (بهدف زيادة مقروئية النص المصدري).
- توفير عملية أخذ نسخ احتياطية للنصوص بشكل تلقائي.
- توفير واجهة تحرير واحدة بالإضافة إلى دعم توفير أكثر من واجهة.
- سريع جداً وخفيف على عتاد النظام المرئي.
- القدرة على اكمال النصوص من خلال السياق والتصحيح التلقائي (هذه الخاصية اختيارية وعلى المستخدم القيام بتفعيلها ان أراد استخدامها).
- توفير القدرة على كتابة برمجيات مساعدة من خلال واجهة الإضافات.
- دعم عملية تشفير النصوص بحيث لا يمكن قرائتها.
- توفير مدقق املائي.
- دعم شامل وكامل للتخصيص حيث أن جميع جوانب الاستخدام قابلة للتخصيص ويشمل ذلك (ولا يقتصر على):
  - نوعية الخط.
  - الألوان.
  - أشرطة الأدوات.
  - القوائم بجميع أنواعها.
  - مؤشر الفأرة.
- القدرة على معالجة عدد لا نهائي من النوافذ المفتوحة.
- القدرة على تنفيذ المهام من الواجهة الخلفية للنظام (فمثلاُ يستطيع المستخدم القيام بعملية الطباعة أثناء التحرير).
- القدرة على تنفيذ أكثر من مهمة بشكل متوازي (أو ما يعرف خيوط التنفيذ المتعددة "multithreaded") مع عدم حجز أو اعاقة واجهة المستخدم.
- القدرة على تمييز نصوص الشيفرات المصدرية والتكيف واعادة التخصيص بناءً على نوع الملف اللذي يتم تحريره (فمثلاً عند قيام المستخدم بفتح ملف يحوي شيفرة مصدرية مكتوبة بلغة سي++ فإن القوائم الرئيسية ستظهر وظائف خاصة بمترجم سي++).
- القدرة على تمييز اغلاقات الأقواس البرمجية (وهذه خاصية مفيدة بالذات لزيادة مقروئية النص عند التعامل مع عدد كبير من الأقواس المتداخلة).
- القدرة على البحث في نصوص أكثر من ملف في نفس الوقت.
- توفير منقح تلقائي لإظهار الأخطاء البرمجية عند التعامل مع برمجية (StormC3).
- توفير وظيفة كويك إنفو (QuickInfo) والتي تقوم باظهار (وبشكل مستمر) معلومات حول الكلمة التي يقف تحتها المؤشر.
- دعم وتضمين مترجمات ساس/سي (SAS/C)، في بي سي سي (vbcc)، وجي سي سي (gcc).
- القدرة على سرد قائمة تحوي أسماء الروتينات الفرعية (functions)، والهياكل البرمجية (structures)، والملصقات الترميزية (labels) والتي تمت كتابتها في النص من قبل المستخدم.